# قودمان
قودمان (به ترکی آذربایجانی: Qodman) یک منطقه مسکونی در جمهوری آذربایجان است که در شهرستان ماساللی واقع شده است. قودمان ۱۲۵۵ نفر جمعیت دارد.

## ریشه واژه
قود در زیان تالشی یعنی تپه کوچک و مان یعنی محل یا زمین و معنی کلی قودمان به‌صورت زمین یا محل دارای تپه کوچک است.